# آندریاس پیچمن
آندریاس پیچمن (آلمانی: Andreas Pietschmann؛ زادهٔ ۲۲ مارس ۱۹۶۹) یک هنرپیشه اهل آلمان است. وی از سال ۱۹۹۶ میلادی تاکنون مشغول فعالیت بوده و طی این سال‌ها در بیش از ۵۰ فیلم ظاهر شده‌است که از آن میان می‌توان به هیندنبورگ اشاره کرد.